# Newland, Berkshire
Newland var en civil parish från 1866 till 1948 då den blev en del av Arborfield and Newland, i grevskapet Berkshire, i England. Civil parish var belägen 8 km från Reading och hade 599 invånare år 1931.